# Рождённые в 68-м
Рождённые в 68-м (фр. Nés en 68) — французская драма 2008 года Оливье Дюкастеля и Жака Мартино. 

## Сюжет
Май 1968 года. Екатерина, Ив и Эрве — двадцатилетние студенты в Сорбонне. Они образуют любовный треугольник, в результате Екатерина чуть не умирает от незаконного аборта, а Парижское восстание 1968 года разводит парней по разные стороны баррикад. Проникнувшись идеями коммунальной утопии, они, вместе с несколькими друзьями, переезжают на заброшенную ферму во французской провинции, где пытаются построить сексуальную коммуну.

## В ролях
| Актёр         | Роль   |
| ------------- | ------ |
| Летиция Каста | Катрин |
| Янник Ренье   | Ив     |
| Янн Трегуэ    | Эрве   |